# Qianxiang, Guizhou
Qianxiang (kinesiska: 钱相, 钱相乡) är en socken i Kina. Den ligger i provinsen Guizhou, i den sydvästra delen av landet, omkring 200 kilometer sydväst om provinshuvudstaden Guiyang. Antalet invånare är 14996. Befolkningen består av 7 495 kvinnor och 7 501 män. Barn under 15 år utgör 26,0 %, vuxna 15-64 år 62 %, och äldre över 65 år 10,0 %.